# Цивљане
Цивљане је насељено мјесто у Далмацији. Припада општини Цивљане, у Шибенско-книнској жупанији, Република Хрватска.

## Историја
Цивљане се од распада Југославије до августа 1995. године налазило у Републици Српској Крајини. До територијалне реорганизације у Хрватској насеље се налазило у саставу бивше општине Книн.

### Храм Вазнесења Господњег у Цетини
Према српском предању, након Косовског боја, после успијешног одбијања турских напада и ширења српске државе у сјеверној Далмацији; у знак захвалности Богу краљ Срба, Босне Стефан Твртко Први Котроманић, издаје краљевску грамату у Сутјесци 1389. године којом потврђује градњу Храмa Вазнесења Господњег у Цетини. Црква је саграђена 1391. године.
Према хрватском предању, црква је саграђена у 9. вијеку, од стране кнеза Бранимира. Тада је названа Врх Рике.
Православна црква Светог Спаса на врелу Цетине подигнута је 1940. године, а основали су је Марко Четник и његова супруга Јелена. Црква је обновљена 1974. године.

## Језик
Српски језик је, уз српску ћирилицу, други службени језик у општини уз хрватски који је службени у цијелој држави.

## Географија
Општина се налази у Далматинској загори, сјеверно од града Врлике и Перућког језера, на пољу код врела ријеке Цетине, на надморској висини од око 400 метара, непосредно испод јужног подножја планине Динаре. Само насеље Цивљане простире се на површини од 17,80 km². Делови насеља су засеоци:
- Читлук
- Дубрава под Козјаком
- Котлуша
- Козјак
- Марјевци под Козјаком

## Становништво
Према попису из 1991. године, Цивљане је имало 819 становника, од чега 790 Срба, 14 Хрвата и 2 Југословена и 13 осталих. Према попису становништва из 2001. године, Цивљане је имало само 14 становника.
Од 2011. године има 188 Срба, који чине 78,7 % становништва, и 44 Хрвата, који чине 19,7 % становништва, и 7 осталих. Према попису из 2011. године, општина је имала 239 становника, смештених у два села:
- Цетина – 195
- Цивљане – 44

Просечна старост становника је 71 годину, што чини Цивљане најстаријом општином у Хрватској.
| Националност       | 1991. | 1981. | 1971. | 1961. |
| Срби               | 790   | 930   | 1.226 |       |
| Југословени        | 2     | 45    | 4     |       |
| Хрвати             | 14    | 24    | 29    |       |
| остали и непознато | 13    | 8     | 6     |       |
| Укупно             | 819   | 1.007 | 1.265 | 1.651 |

| Демографија | Демографија | Демографија |
| Година      | Становника  | Становника  |
| ----------- | ----------- | ----------- |
| 1961.       | 1.651       |             |
| 1971.       | 1.265       |             |
| 1981.       | 1.007       |             |
| 1991.       | 819         |             |
| 2001.       | 14          |             |
| 2011.       |             | 44          |

## Попис 1991.
На попису становништва 1991. године, насељено место Цивљане је имало 819 становника, следећег националног састава:
| Попис 1991.‍  | Попис 1991.‍  | Попис 1991.‍ | Попис 1991.‍ | Попис 1991.‍ |
| ------------ | ------------ | ----------- | ----------- | ----------- |
|              |              |             |             |             |
| Срби         | Срби         |             | 790         | 96,45%      |
| Хрвати       | Хрвати       |             | 14          | 1,70%       |
| Југословени  | Југословени  |             | 2           | 0,24%       |
| неопредељени | неопредељени |             | 2           | 0,24%       |
| регион. опр. | регион. опр. |             | 1           | 0,12%       |
| непознато    | непознато    |             | 10          | 1,22%       |
| укупно: 819  |              |             |             |             |

## Галерија
- Општина Цивљане.
- Нова православна црква Светог Спаса подигнута 1940. године.
- Црква Светог Спаса.
- Црква Светог Спаса.
- Црква Светог Спаса изнутра.
- Језеро Милаш. Највећи и најдубљи је (више од 100 метара дубине) од сва три извора ријеке Цетине, са највишом планином у Хрватској по имену Динара, у позадини.

## Презимена
| - Арамбашић — Православци, славе Св. Николу - Балаћ — Православци, славе Св. Георгија - Билић — Православци, славе Св. Јована - Бјелобрк — Православци, славе Св. Јована - Блешић — Православци, славе Св. Јована - Вучак — Православци, славе Св. Николу - Гавран — Православци, славе Св. Николу - Ђаковић — Православци, славе Св. Георгија и Св. Николу - Драгић — Православци, славе Св. Георгија - Ђурђевић — Православци, славе Св. Георгија - Жутомарковић — Православци, славе Св. Јована - Зеленовић — Православци, славе Св. Николу - Зрилић — Православци, славе Св. Јована - Зукановић — Православци, славе Св. Јована - Иветић — Православци, славе Св. Стефана | - Јовчић — Православци, славе Св. Николу - Јојић — Православци, славе Св. Георгија - Кнежевић — Православци, славе Св. Николу - Кантар — Православци, славе Св. Јована - Костур — Православци, славе Св. Јована - Мачевић — Православци, славе Св. Јована - Павловић — Православци, славе Св. Георгија - Новоселац — Православци, славе Св. Георгија - Смиљанић — Православци, славе Св. Георгија - Травица — Православци, славе Св. Георгија - Црномарковић — Православци, славе Св. Јована - Шарац — Православци, славе Св. Николу - Шолак — Православци, славе Часне вериге - Миљковић — Римокатолици |